# 닥터 루이지
《닥터 루이지》(Dr.Luigi, Dr. LUIGI & 細菌撲滅)는 2013년 퍼즐 게임으로 1990년 닥터 마리오를 리메이크해 캐릭터를 루이지로 바꾼 게임으로 닌텐도 Wii U로 출시한 게임이다. 닌텐도와 아리카가 개발하였다. 2013년 12월 31일 북아메리카에서 eShop 특별판으로 출시되었으며, 유럽과 일본에서는 2014년 1월 15일에 출시되었다.